# POWER3

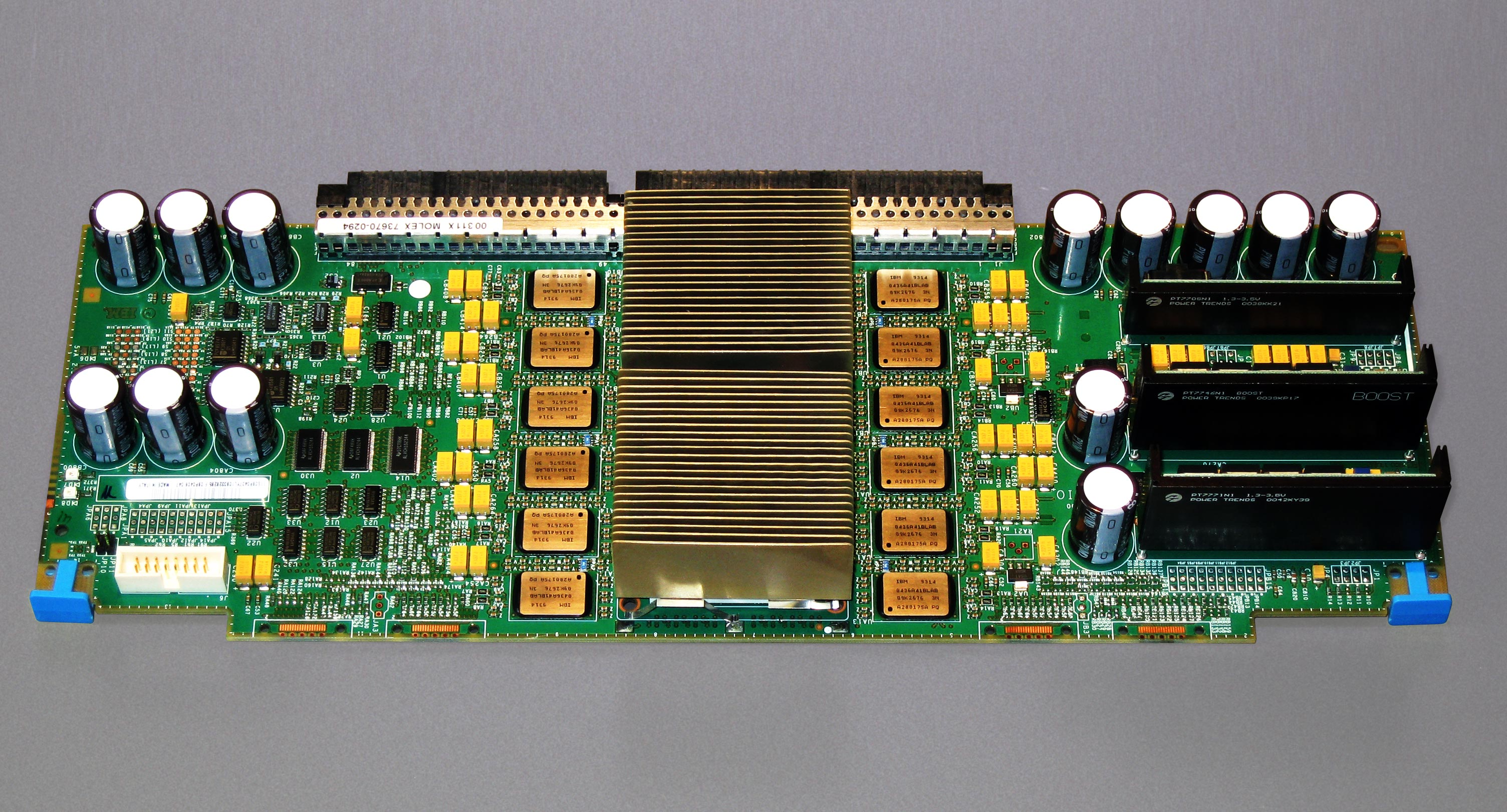
Модуль станции RS/6000 44P 270 с двумя процессорами IBM POWER3-II по 375 МГц

POWER3 — микропроцессорная архитектура компании IBM, построенная на 64-битной платформе PowerPC и поддерживающая все её расширенные команды (существовавшие на момент выпуска). Разработана в 1998 году на основе PowerPC 620, предусматривает 2 модуля вычислений с плавающей точкой, 3 модуля вычислений с фиксированной точкой, 2 модуля чтения/записи. Предполагалось, что он будет назван PowerPC 630, однако в финальном варианте процессор был переименован, вероятно для лучшей дифференциации серверных процессоров POWER от настольных PowerPC.
Использовался в серверах и рабочих станциях IBM RS/6000 на тактовой частоте 200 МГц. Техпроцесс 0.25 мкм и в суперкомпьютере ASCI White на частоте 375 МГц. Имеет в своём составе 15 млн транзисторов на подложке площадью 270 кв. мм.
Более поздние модели POWER3-II были изготовлены с применением медной технологии 0.22 мкм и достигали частоты в 450 МГц при размере подложки 170 кв. мм. и количестве транзисторов 23 млн.
В 2001 году на смену платформе POWER3 пришла POWER4.